# アングロサクソン年代記

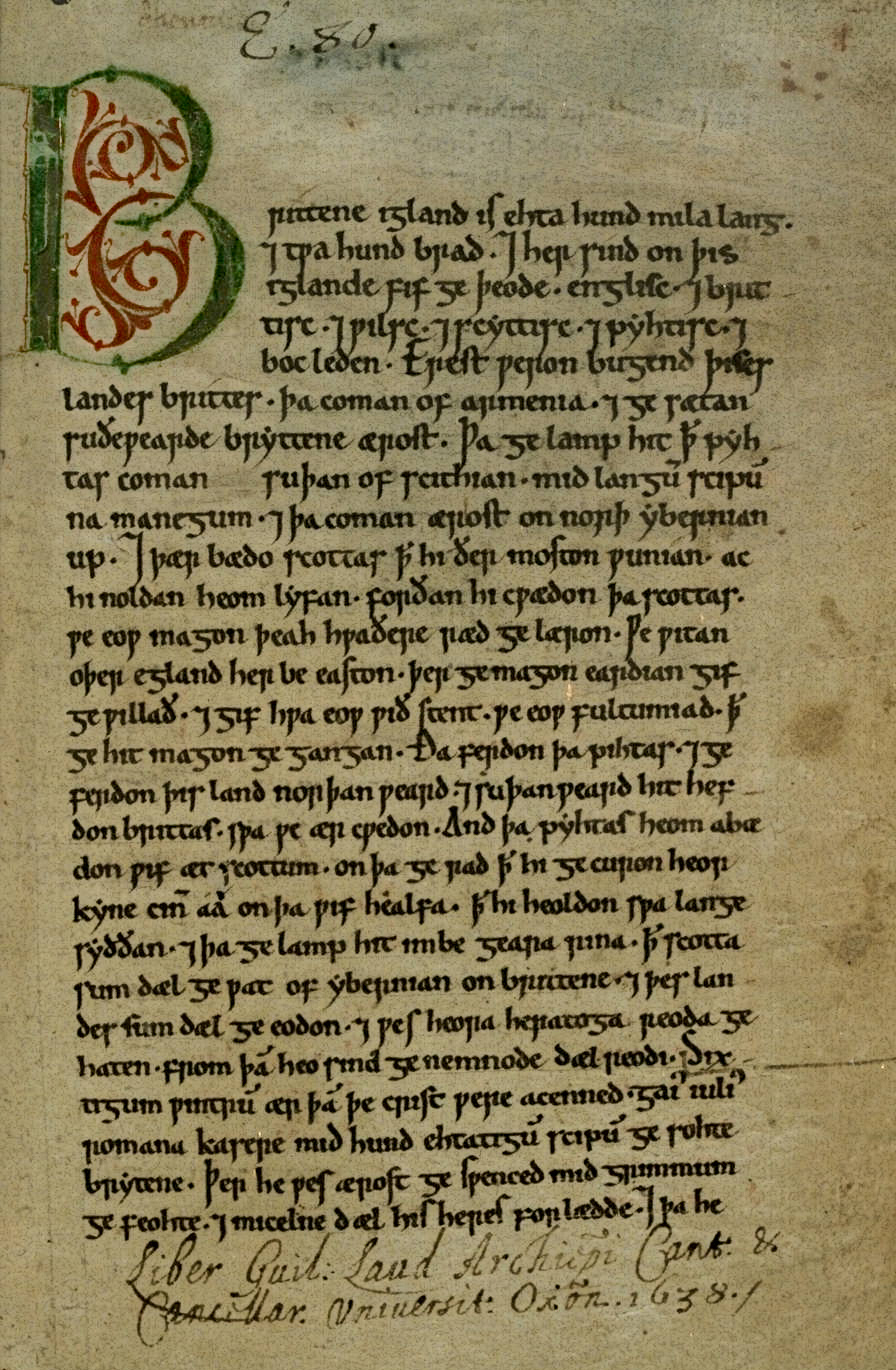
アングロサクソン年代記（ピーターバラ本）の第一頁

『アングロサクソン年代記』（アングロサクソンねんだいき、英：Anglo-Saxon Chronicle）は、イングランドの七王国時代を含む古代の出来事を主に記した年代記である。同一の題材をもとにした写本が複数現存している。
紀元1世紀から1154年までを扱っており、写本によっては紀元前60年にガイウス・ユリウス・カエサルがブリテン島に遠征したという（史実とは年時が異なる）記述がある。噂の類もかなり含まれていて史料として比較的信憑性は低いが他書には載っていない情報も記されている。
「アングロサクソン」（Anglo-Saxon）の名前は後代につけられたもので、1692年の初版では "Chronicum saxonicum" という題である。現在はインターネット・書籍で原文・訳文・注釈等が公開されている。

## 内容
『アングロサクソン年代記』はアングロサクソン史を古英語で綴った年代記の集大成である。編纂は9世紀後半のアルフレッド大王の治世に、恐らくはウェセックスにおいて行われた。この年代記はイングランド各地の修道院に写本として伝写され、写本から各地の修道院が独自に新規事項が書き加える形で完成させた。とある写本には1154年の時点の年代が書き加えられた形跡が見受けられている。
全編もしくは一部が現存している写本は9つで、各写本は歴史的な価値がそれぞれ異なって評価されている。しかしながら写本の本元となる書類は発見されてはいない。最も古いものはアルフレッド大王の治世末期に編纂され、新しいものは「ピーターバラ本」、1116年ピーターバラの僧院が火災に会った後に執筆されている。ほぼ全ての写本は年代記の形式を取って書かれ、最古の出来事として前述の、紀元前60年のカエサルのイギリス進攻から年代記の書かれたその当時まで及んでいる。このような写本を集結したものが、いわゆる『アングロサクソン年代記』として知られている。
年代記は公平な視点から書かれているわけではない。他の史書からの比較により、筆記者が出来事を削ったり一方的な見方を執筆したりしている事が分かっている。また写本ごとに矛盾した表記も見られる。このような難点の多い史料ではあるものの、『アングロサクソン年代記』は、イギリスにおけるホノリウス帝によるブリタンニアの放棄（410年）からノルマン・コンクエスト（1066年）までの資料としては最も重要な史料として位置づけられている。この年代記に書かれているような出来事は他の史料では見当たらず、また年代記は言語としての英語の歴史として重要な史料でもある。とくに後期に編纂された「ピーターバラ本」は現存する中英語の文献の中で最古の文体で書かれている。気象や天体現象に関する記録も書かれているため、775年の宇宙線飛来とおぼしき記録が発見されるなど、天文学史の資料としても貴重である。
9つの現存写本ないし断片のうち7つは大英図書館に保管されている。残りの2つはオックスフォード大学とケンブリッジ大学に現存している。

## 写本
現存する写本は9つ（うち2つは複製）で、8つは全編が古英語で1つがラテン語訳を含む。最古のものは「パーカー本」 (Parker Chronicle) でマシュー・パーカー（Matthew Parker）が所有していたとされる。「ピーターバラ本」 (Peterborough Chronicle) には初期の中英語が見られる。
- A：パーカー本、The Parker Chronicle (Corpus Christi College, Cambridge, MS. 173); Cottonian Fragment (British Museum, Cotton MS. Otho B xi, 2)
- B：アビングドン本1、The Abingdon Chronicle II (British Museum, Cotton MS. Tiberius B i.)
- C：アビングドン本2、The Abingdon Chronicle II (British Museum, Cotton MS. Tiberius B i.)
- D：ウースター本、The Worcester Chronicle (British Museum, Cotton MS. Tiberius B iv.)
- E：ロード本（ピーターバラ本ともいう）、The Laud ( "Peterborough") Chronicle (Bodleian, MS. Laud 636)
- F：バイリンガル・カンタベリー本（英・羅の二語で書かれている）、The Bilingual Canterbury Epitome (British Museum, Cotton MS. Domitian A viii.)
- H：コットン本断片、Cottonian Fragment (British Museum, Cotton MS. Domitian A ix.)
- I：イースター・テーブル本、An Easter Table Chronicle (British Museum, Cotton MS. Caligula A xv.)

写本Aは13,4度伝写されたとみられ、最初の伝写は891年まで遡れることから、年代記の成立は大体9世紀のアルフレッド大王の代とされる。

## 関連文献
- 大沢一雄「アングロ・サクソン年代記研究(1) 序説」『外国文学研究』第3巻、駒澤大学、1967年3月、63-72頁、NAID 110006161374。